# Richard McCabe
Richard McCabe (Glasgow, 1960) es un actor británico.

## Biografía
Hijo de padre escocés y madre francesa, tras intervenir en diversas series televisivas, durante los años ochenta y noventa, debutó en la gran pantalla en 1999 con la película Notting Hill. 
Ha estudiado en la Royal Academy of Dramatic Art británica y es un actor de formación clásica y de musical.

## Filmografía
- Notting Hill, dirigida por Roger Michell (1999)
- Master and Commander: The Far Side of the World, dirigida por Peter Weir (2003)
- Vanity Fair, dirigida por Mira Nair (2004)
- The Constant Gardener, dirigida por Fernando Meirelles (2005)
- Midsomer Murders - serie TV, episodio 9 (2006)
- Nightwatching, dirigida por Peter Greenaway (2007)
- La duquesa, dirigida por Saul Dibb (2008)
- Einstein and Eddington, dirigida por Philip Martin (2008) - película TV
- Eye en the Sky, dirigida por Gavin Hood (2015)
- La Cenicienta, dirigida por Kenneth Branagh (2015)
- Mindhorn, dirigida por Sean Foley (2016)
- Goodbye Christopher Robin, dirigida por Simon Curtis (2017)
- 1917, dirigida por Sam Mendes (2019)